# Клейтман, Натаниэл
Натаниэл Клейтман (англ. Nathaniel Kleitman; 26 апреля 1895, Кишинёв, Бессарабская губерния — 13 августа 1999, Лос-Анджелес, США) — американский нейрофизиолог, пионер научного изучения сна. Считается «отцом исследования сна» («The Father of Sleep Research»); первый нейрофизиолог целиком посвятивший исследовательскую деятельность изучению феномена сна.
В 1953 году совместно со своим аспирантом Юджином Асеринским впервые описал фазу быстрого сна (REM) и её связь со сновидениями, что дало толчок развитию сомнологии и онейрологии. В последующие несколько лет разработал метод полисомнографического исследования сна и описал основные его фазы.

## Биография
Натаниэл (Несанел) Клейтман родился в Кишинёве в 1895 году, в семье Суни Берковича Клейтмана и его жены Песи Галантер. В 1912 году поселился в Палестине и уже в следующем году начал обучение на медицинском факультете Сирийского Протестантского колледжа (сейчас Американский Университет) в Бейруте, но через год с началом Первой мировой войны был интернирован оттоманскими властями как гражданин враждебной державы. В 1915 году перебрался в США (американское гражданство — 1918). Получил степень бакалавра в области физиологии и психологии в 1919 году (Нью-Йоркский городской колледж), магистра в 1920 году (Колумбийский университет), защитил диссертацию в 1923 году (Ph.D. summa cum laude, Чикагский университет). С 1925 до 1960 года работал в Чикагском университете, где основал первую в мире лабораторию по изучению сна  и заведовал кафедрой физиологии. В 1939 году опубликовал первый учебник по нейрофизиологии сна (Sleep and Wakefulness).

## Научная деятельность
В 1920-х годах Клейтман занимался исследованием депривации сна (в числе прочего опровергнув доминирующую тогда теорию накопления в ходе депривации гипнотоксина). В целях изучения влияния окружающей среды на циркадные ритмы, Клейтман и его ассистент Брюс Ричардсон (Bruce Richardson) в 1938 году провели 32 дня в полной изоляции в Мамонтовой Пещере (штат Кентукки), пытаясь продлить дневной цикл до 28 часов. Клейтман продолжил исследования цикла сна и бодрствования в условиях подводной лодки Dogfish в 1948 году. Многие эксперименты ставились на нём самом, а также на его дочерях Эстер и Хортенс, друзьях и знакомых. Так, Клейтман изучал более чем 180-часовую депривацию сна на самом себе, вёл подробные дневники режима сна и бодрствования своих дочерей от рождения и до 18 лет, а фаза быстрого сна была впервые зафиксирована на восьмилетнем сыне его аспиранта Асеринского — Армонде и подтверждена на жене Клейтмана — Полине Швейцер (Paulina Schweitzer) и на его дочерях.
После открытия фазы быстрого сна в 1952 году, Клейтман совместно с другим своим аспирантом Уильямом Дементом сконцентрировались на разработке полисомнографического анализа ночного сна, включившего электроэнцелографический и актиграфический мониторинг на протяжении всей ночи. Результатом этой работы явилось подробное описание фаз сна и создание сомнографических лабораторий (первая была открыта Дементом при Стэнфордском университете).
Клейтман вышел на пенсию в 1960 году и поселился в Калифорнии, но продолжил теоретическую работу (последняя публикация в 1993 году). В 1963 году он предложил существование диурнального «базового цикла покоя-активности» (BRAC) как в периоды сна, так и во время бодрствования, — концепции, над которой он работал до конца жизни.

## Публикации
- Aserinsky, E. and Kleitman, N. Regularly occurring periods of eye motility, and concomitant phenomena, during sleep, Science 118:273—274 (1953)[4].
- Dement, W.C. and Kleitman, N. The Relation of Eye Movements during Sleep to Dream Activity: An Objective Method for the Study of Dreaming. Journal of Experimental Pscyhology 53:339—346 (1957).
- Kleitman, N. Sleep and Wakefulness. Second Edition, University of Chicago Press, 1962. — 552 стр.